# Kwitnące drzewo przy Villi d’Este
Kwitnące drzewo przy Villi d’Este – obraz – akwarela o wymiarach 100 × 67 cm polskiego malarza Stanisława Masłowskiego (1853–1926) z 1922 roku, znajdująca się (2022) w zbiorach Muzeum Narodowego w Warszawie, opatrzona u dołu z prawej strony sygnaturą: "TIVOLI. VILLA D’ESTE/ST.MASŁOWSKI/922."

## Opis
Obraz, o wymiarach 100 × 67 cm, malowany techniką akwarelową jest pracą artysty przywiezioną z podróży do Włoch w 1922 roku – podróży bogatej w wartościowe prace akwarelowe.
Obraz ukazuje  fragmenty architektury w ciepłym pastelowym kolorycie z wychylającym się zza budynku – ponad dach zwieńczony attyką w formie balustrady – wierzchołkiem pokrytego białymi kwiatami drzewa. Tłem są fragmenty murowanej, częściowo pozbawionej tynku ściany. Górną część obrazu wypełnia, jaskrawo-niebieskie, bezchmurne niebo.
Jest to dzieło z późnego, schyłkowego okresu twórczości niemal siedemdziesięcioletniego malarza, któremu wciąż jednak dopisywały zdolności twórcze. Jak to  bowiem sformułował Tadeusz Dobrowolski: [...]"mimo pewnego spadku sił twórczych"[...], w tych późnych latach  zachował Masłowski, "poczucie dobrego malarstwa"[...]

## Ocena krytyków
Plenery włoskie Masłowskiego w Tivoli spotkały się z pochlebną oceną krytyki, której przykładem jest omówienie ich wyników przez  W. Mitarskiego – w artykule "Z wystaw warszawskich, salony prywatne". Omawiając ekspozycję akwarel włoskich Masłowskiego urządzoną w "Świetlicy Artystycznej", w Warszawie (ul.Bracka 20), w listopadzie 1922 r. pisał on: "W tej serii prac jego spotyka się rzeczy z kapitalnie rozwiązanymi po malarsku założeniami, dźwięczne w efekcie barwnym, opracowane b. serio i 'dociągnięte'. Czuje się w nich 'pazur doskonałego rasowego malarza'."
Potwierdzeniem zacytowanej opinii W. Mitarskiego są opublikowane ex post (1957) następujące uwagi syna artysty – historyka sztuki:  "Jego podróż włoska z 1922 roku daje cały szereg akwarel o dobrym poziomie. Spalona później 'Willa nad morzem', plon jego ostatniego wojażu, była malowana czystą plamą; płyty chodnika, dachówki, ściany, balkony, gzymsy, rośliny tworzyły różnobarwną mozaikę. [...] Do takich należą: jeden widok z kaskadą w Villi d’Este, widok na morze z tarasu jakiejś willi i wnętrze bazyliki w Tivoli.